# Lappula dubia
Lappula dubia är en strävbladig växtart som först beskrevs av Olga Alexandrovna Fedtschenko, och fick sitt nu gällande namn av A. Brand. Lappula dubia ingår i släktet piggfrön, och familjen strävbladiga växter. Inga underarter finns listade i Catalogue of Life.